# Каннукюла
Ка́ннукюла (эст. Kannuküla), ранее Са́рапу (эст. Sarapu) и Ка́нну (эст. Kannu) — деревня в волости Вильянди уезда Вильяндимаа, Эстония.
До реформы местных самоуправлений Эстонии 2017 года входила в состав волости Тарвасту (упразднена).

## География и описание
Расположена в 26 км к юго-востоку от волостного и уездного центра — города Вильянди. Высота над уровнем моря —  121 метр.
Климат умеренный. Официальный язык — эстонский. Почтовый индекс — 69728.

## Население
По данным переписи населения 2021 года, в Каннукюла насчитывалось 50 жителей, из них 49 (98,0 %) — эстонцы.
По данным переписи населения 2011 года, в деревне проживали 42 человека, из них 41 (97,6 %) — эстонцы.
Численность населения деревни Каннукюла по данным переписей населения:
| Год  | 1959 | 1970 | 1979 | 1989 | 2000 | 2011 | 2021 |
| ---- | ---- | ---- | ---- | ---- | ---- | ---- | ---- |
| Чел. | 24   | ↗ 42 | ↗ 72 | ↘ 52 | ↗ 61 | ↘ 42 | ↗ 50 |

## История
Как деревня, населённый пункт появился в списках в 1922 году. На верстовой карте примерно 1900 года она называется Сарапу по названию одноимённого хутора. Юго-восточная часть деревни известна под именем Карули (эст. Karuli), которое происходит от названия скотоводческой мызы Каролиненгоф (нем. Karolinenhof).
В 1977 году к Каннукюла  была официально присоединена деревня Йыкси (эст. Jõksi) и участок лесничего лесничества Ундиуссе (эст. Undiusse metsavahikoht).

Памятник на братской могиле советских воинов, павших во II мировой войне, в Каннукюла. Демонтирован в 2022 году

В 1951 году на находящейся на территории деревни братской могиле воинов Советской армии, павших во Второй мировой войне ( с 1997 до 2022 года), был установлен памятник с надписью «1941—1945 Вечная слава героям, павшим в боях за честь и победу нашей Родины». Рабочая группа по советским памятникам при Госканцелярии Эстонии в своём протоколе от 30 ноября 2022 года признала памятник «красным» монументом, т. е. подлежащим демонтажу. По советским данным, в 1944 году здесь были захоронены 17 участников диверсионной группы, а также экипаж советского самолёта. Памятник был демонтирован в 2022 году. В ходе раскопок 21 октября 2022 года найдены останки 23 человек, они перезахоронены на кладбище посёлка Колга-Яани 14.11.2022 (см. Список советских военных памятников Эстонии).

## Комментарии
1. ↑  Эстонские топонимы, оканчивающиеся на -а, в русском языке не склоняются[6], а род получают по родовому слову, например, деревне присваивается женский род, хотя в эстонском языке нет категории рода.